# Stachyphrynium
Stachyphrynium là một chi thực vật có hoa trong họ Marantaceae.
Chi này được Karl Moritz Schumann mô tả khoa học lần đầu tiên năm 1902, với 8 loài bao gồm: S. zeylanicum, S. spicatum, S. sumatranum, S. minus, S. jagorianum, S. latifolium, S. griffithii và S. cylindricum.

## Các loài
1. Stachyphrynium borneense Ridl., 1937 – Borneo.
2. Stachyphrynium calcicola A.D.Poulsen & Clausager, 2004 – Borneo.
3. Stachyphrynium lancifolium Suksathan & Borchs., 2003 – Borneo.
4. Stachyphrynium latifolium (Blume) K.Schum., 1902 – Nam Thái Lan, Malaysia, Borneo, Java, Sumatra, Sulawesi.
5. Stachyphrynium longispicatum Suksathan & Borchs., 2003 – Nam Thái Lan, Malaysia.
6. Stachyphrynium placentarium (Lour.) Clausager & Borchs., 2003 (đồng nghĩa: Phrynium placentarium (Lour.) Merr., 1919)[6]: Lá dong  – Ấn Độ, Bhutan, Indonesia, Myanmar, Philippines, Thái Lan, Trung Quốc (Quảng Đông, Quảng Tây, Quý Châu, Hải Nam, Tây Tạng, Vân Nam), Việt Nam.
7. Stachyphrynium repens (Körn.) Suksathan & Borchs., 2005: Dong gié nhỏ, dong gié Thorel – Java, Sumatra, Sulawesi, Malaysia bán đảo, Thái Lan, Đông Dương, quần đảo Andaman.
8. Stachyphrynium spicatum (Roxb.) K.Schum., 1902 – Ấn Độ (gồm cả quần đảo Andaman), Lào, Myanmar, Thái Lan, Trung Quốc (Vân Nam).
9. Stachyphrynium sumatranum (Miq.) K.Schum., 1902 – Sumatra.